# Самьюкта Карнатака
«Самьюкта Карнатака» (канн. ಸಂಯುಕ್ತ ಕರ್ನಾಟಕ; Samyukta Karnataka) — индийская ежедневная газета на языке каннада. Выпускается с 1921 года в таких городах штата Карнатака, как Гулбарга, Мангалор, Хубли-Дхарвар, Бангалор и Давангере. Является старейшей ежедневной газетой в Карнатаке.
В родственные издания «Самьюкта Карнатака» входят журналы «Кармавира» и «Кастури».
В 2002 году аудитория газеты составляла 1,38 млн читателей; в 2003 году тираж насчитывал 146,1 тыс.